# Esguevillas de Esgueva
Esguevillas de Esgueva (appelée Esguevillas jusqu'en 1877) est une commune de la province de Valladolid dans la communauté autonome de Castille-et-León en Espagne.

## Sites et patrimoine

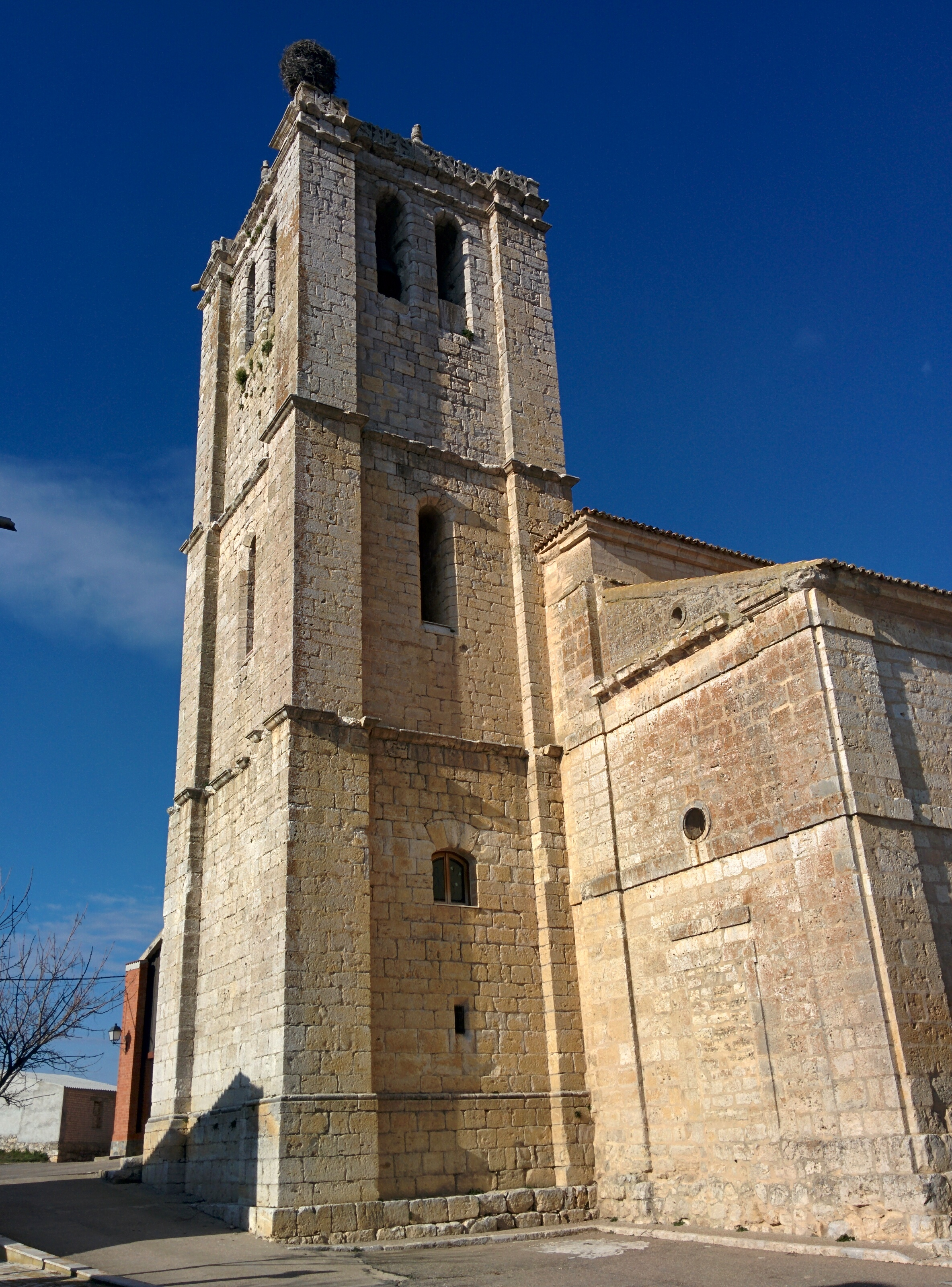
Église San Torcuato.
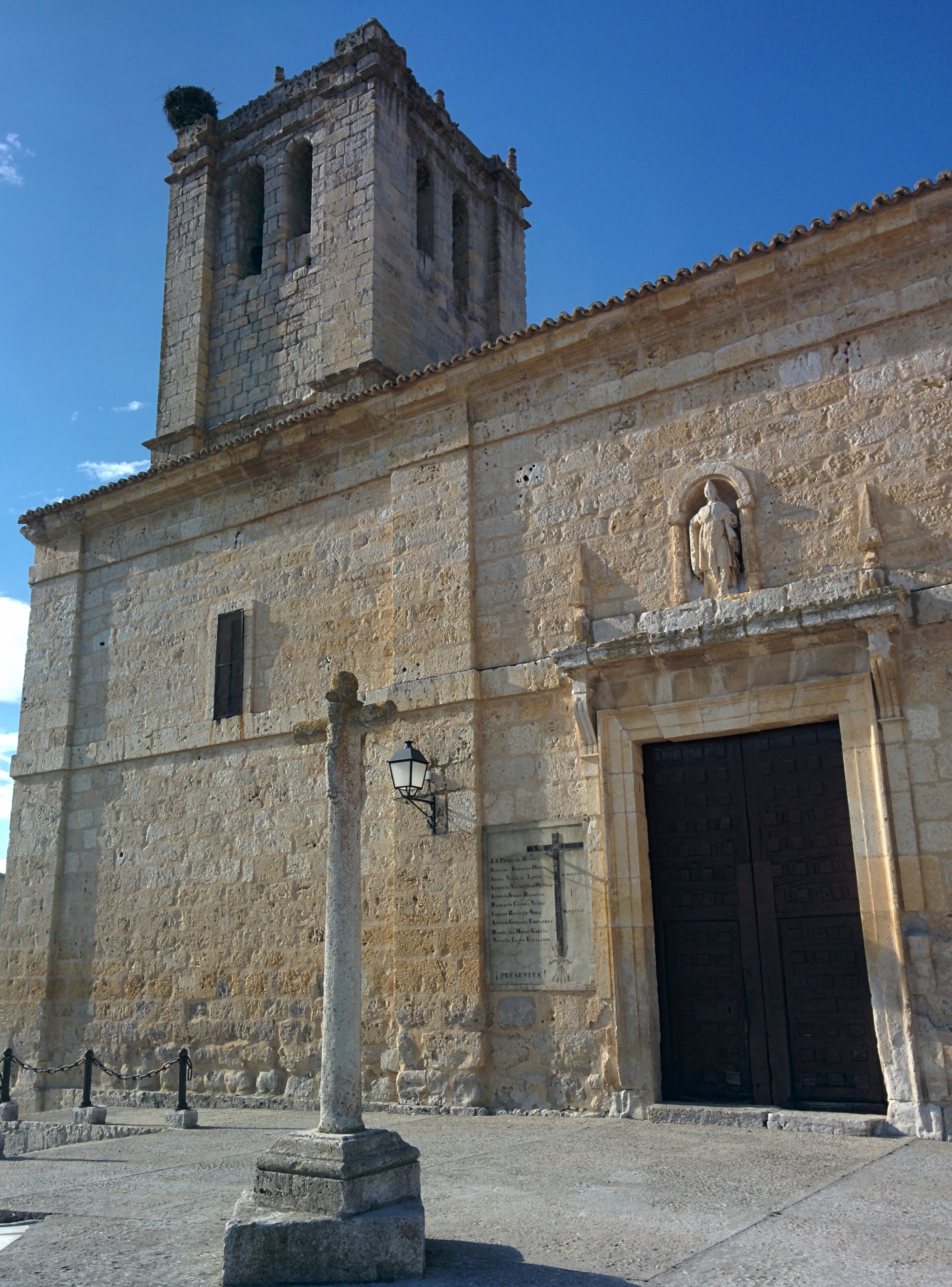
Palais consistorial du XIXe siècle.
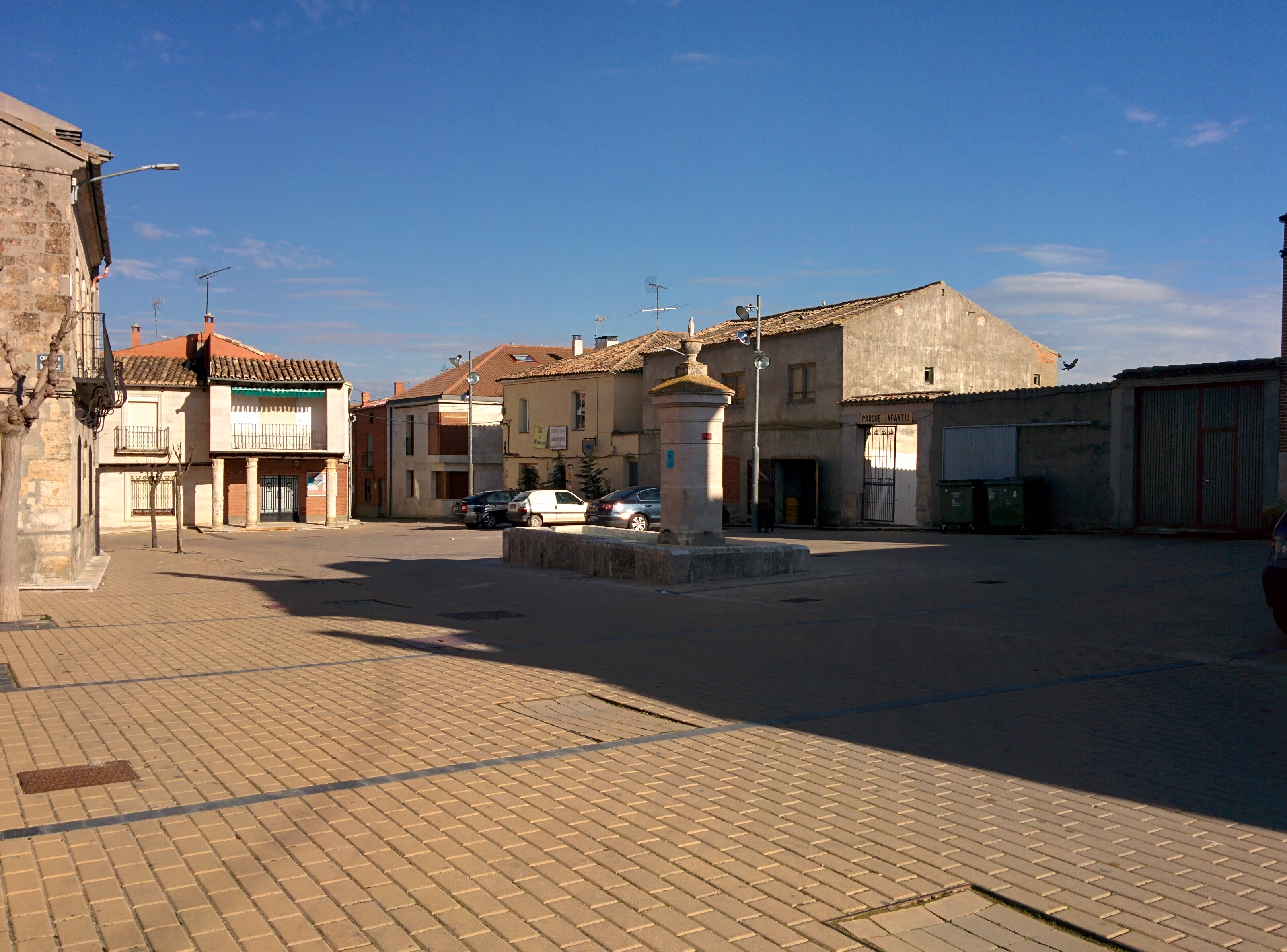
Plaza Mayor.

- Église San Torcuato.
- Église San Torcuato.
- Plaza Mayor.